# Malinao (Aklan)
Malinao ist eine philippinische Stadtgemeinde in der Provinz Aklan.

## Geografie
Malinao liegt auf der Insel Panay.

## Baranggays
Malinao ist politisch unterteilt in 23 Baranggays.
| - Banaybanay - Biga-a - Bulabud - Cabayugan - Capataga - Cogon - Dangcalan - Kinalangay Nuevo - Kinalangay Viejo - Lilo-an - Malandayon - Manhanip | - Navitas - Osman - Poblacion - Rosario - San Dimas - San Ramon - San Roque - Sipac - Sugnod - Tambuan - Tigpalas |

## Geschichte
Malinao wurde Mitte des 18. Jahrhunderts eine selbständige Gemeinde, nachdem die Stadtoberen eine Petition mit dem Wunsch nach Selbständigkeit an die Regierung in Manila gerichtet hatten. Malinao war zuvor ein Teil von Banga.

## Persönlichkeiten
- Candido Iban, Mitglied des inneren Führungszirkels der Katipuneros, der Widerstandsbewegung gegen die spanische Herrschaft im 19. Jahrhundert